# Sowjetrepublik Donez-Kriwoi Rog
Die Sowjetrepublik Donez-Kriwoi Rog (russisch Донецко-Криворожская Советская Республика (ДКСР)) war ein kurzlebiger bolschewistischer Staat, der von Februar bis März 1918 auf dem Gebiet der heutigen Ukraine und Russlands bestanden hat. Der Name steht stellvertretend für die Industriegebiete Donbass und Krywbass.

## Geschichte
Die Ukrainische Volksrepublik hatte im Februar 1918 den Brotfrieden mit den Mittelmächten geschlossen. Beim vierten Kongress des Rates der Volksbeauftragten des Donbass und des Krywbass, der vom 9. bis zum 12. Februar 1918 in Charkiw stattfand, gründeten Bolschewisten die Sowjetrepublik  Donez-Kriwoi Rog, zu deren Gebiet die Regionen Sumy, Charkiw, Donezk, Katerinoslaw, Cherson und ein Teil der Region der Donkosaken, inklusive Taganrog und Alexandrowsk-Gruschewski, zählten. Die Gründung der Republik wurde auf Initiative des Jekaterinoslawer Zweigs der ukrainischen Bolschewisten, dessen Vorsitzender Emmanuel Quiring war, durchgeführt. Ihr Ziel war es, den Zugang der Regierung der Zentralna Rada und der deutschen Armee zu den Industrieregionen des Donbass und des Krywbass zu verweigern. Ein weiterer Grund für die Gründung der Republik war, dass die Jekaterinoslawer Bolschewisten Kiew nicht als Hauptstadt einer sowjetischen Ukraine anerkennen wollten.
Die Hauptstadt der Sowjetrepublik war Charkiw. Der Vorsitzende des Rates der Volkskommissare der Republik war Fjodor Sergejew. Die Republik Donez-Kriwoi Rog sah sich selbst als unabhängig von der Sowjetukraine an. Die bolschewistische Führung in Moskau war gegen die Gründung der Republik, da sie dies als Bruch der Einheitsfront gegen feindliche Kräfte ansah. Wie viel Unterstützung die Republik unter der Bevölkerung hatte, ist unklar. Wenige Regierungsvertreter stammten aus dem Donbass und die Bergleute aus den Industrieregionen waren nicht an der Regierung beteiligt, da ihr Bildungsniveau als zu niedrig angesehen wurde.
Auf Drängen von Mykola Skrypnyk, dem damaligen Vorsitzenden der Sowjetukraine, befahl Wladimir Lenin den Repräsentanten der Republik Donez-Kriwoi Rog, am zweiten Allukrainischen Sowjetkongress teilzunehmen, der vom 17. bis zum 19. März 1918 in Jekaterinoslaw stattgefunden hat. Der Kongress beschloss die Auflösung der Republik Donez-Kriwoi Rog. Dies hatte einen anhaltenden Einfluss auf die territoriale Abgrenzung der Ukraine, da Moskau anerkannte, dass der Großteil des Donbass, inklusive die russischsprachigen Gebiete, zur Ukraine gehören.
Im November 1918 traten die Bolschewisten des Donbass der Provisorischen Arbeiter- und Bauernregierung der Ukraine bei und die Frage nach einer separaten Republik Donez-Kriwoi Rog kam danach nicht mehr auf.